# Robert Joffrey
Robert Joffrey (* 24. Dezember 1930 in Seattle, Washington als Abdullah Jaffa Bey Khan; † 25. März 1988 in New York City, New York) war ein US-amerikanischer Tänzer und Choreograf afghanischer Abstammung.

## Leben
Robert Joffrey wurde an Heiligabend 1930 als Sohn eines afghanischen Paschtunen und einer Italienerin in Seattle geboren. Er studierte Tanz in New York City und begann 1949 bei Roland Petit Ballett zu tanzen. Joffrey war 1956 Mitbegründer des Joffrey Ballets in Chicago; unter anderem bekam Ann Reinking bei ihm Unterricht. Er erhielt für seine Leistungen 1974 den Capezio Dance Award, 1981 den Handel Medallion.
Joffrey starb 1988 in New York City im Alter von 57 Jahren an AIDS. Er wurde in der Cathedral of Saint John the Divine beerdigt. Im Jahr 2000 wurde er in die National Museum of Dance and Hall of Fame aufgenommen.